# نويبولاخ
نويبولاخ (بالألمانية: Neubulach) هي Luftkurort، مدينة وبلدة ألمانية تقع في ألمانيا في كالف. يقدر عدد سكانها بـ 5,543 نسمة .